# Гальван, Рубен
Рубе́н Гальва́н (исп. Rubén Galván; 7 апреля 1952, Команданте-Фонтана, провинция Формоса, Аргентина — 14 марта 2018) — аргентинский футболист, полузащитник. Известен по выступлениям за «Индепендьенте». Чемпион мира 1978 года в составе сборной Аргентины.

## Биография
Гальван — один из самых титулованных игроков в аргентинском футболе. Он является 4-кратным обладателем Кубка Либертадорес, 2-кратным чемпионом Аргентины, а также чемпионом мира.
С 1971 по 1980 год Гальван играл за «Индепендьенте». Команда в эти годы занимала видное положение в южноамериканском футболе, выигрывая Кубок Либертадорес 4 раза подряд — с 1972 по 1975 год. В 1980 году Рубен перешёл в «Эстудиантес», где провёл один сезон и сыграл 21 матч. В том же году в возрасте 27 лет он завершил карьеру игрока.
В 2007 году Гальван, болеющий гепатитом C, перенёс пересадку печени.

## Достижения

### Командные
«Индепендьенте»
- Чемпион Аргентины: 1977, 1978
- Обладатель Кубка Либертадорес: 1972, 1973, 1974, 1975
- Обладатель Межконтинентального кубка: 1973

Сборная Аргентины
- Чемпион мира: 1978